# La Pobla de Benifassà
La Pobla de Benifassà là một đô thị trong tỉnh Castellón, Cộng đồng Valencia, Tây Ban Nha. Đô thị La Pobla de Benifassà có diện tích 136 km², dân số theo điều tra năm 2010 của Viện thống kê quốc gia Tây Ban Nha là 283 người. Đô thị La Pobla de Benifassà nằm ở khu vực có độ cao 705 mét trên mực nước biển.